# Special Olympics Gambia
Special Olympics Gambia (englisch: Special Olympics Gambia) ist der gambische Verband von Special Olympics International, der weltweit größten Sportbewegung für Menschen mit geistiger Beeinträchtigung und Mehrfachbeeinträchtigung. Ziel ist die sportliche Förderung dieser Personengruppe und die Sensibilisierung der Gesellschaft für sie. Außerdem betreut der Verband die gambischen Athletinnen und Athleten bei den Special Olympics Wettbewerben.

## Geschichte
Special Olympics Gambia wurde 1990 gegründet und 2017 erneut akkreditiert.

## Aktivitäten
2018 waren 92 Athletinnen, Athleten und Unified Partner sowie 37 Trainer bei Special Olympics Gambia registriert. Der Verband nahm 2019 an den Programmen Athlete Leadership, Young Athletes, Healthy Communities, Family Support Network, Family Health Program und Unified Sports teil, die von Special Olympics International ins Leben gerufen worden waren.

### Sportarten
Folgende Sportarten wurden 2019 vom Verband angeboten: 
- Basketball (Special Olympics)
- Fußball (Special Olympics)
- Handball (Special Olympics)
- Leichtathletik (Special Olympics)
- Schwimmen (Special Olympics)
- Tennis (Special Olympics)

### Teilnahme an Weltspielen vor 2020
- 2019 Special Olympics, World Summer Games, Abu Dhabi (1 Athletin/Athlet)[1]

### Teilnahme an den Special Olympics World Summer Games 2023 in Berlin
Special Olympics Gambia nahm an den Special Olympics World Summer Games 2023 teil. Die Delegation wurde vor den Spielen im Rahmen des Host Town Program von Wurzen betreut. Das Team gewann bei diesen Weltspielen eine Bronzemedaille.